# جوائز الأكاديمية الدولية للفلم الهندي
جوائز الأكاديمية الدولية للفيلم الهندي (بالإنجليزية: International Indian Film Academy Awards) تعرف كذلك بالاسم الشائع (IIFA Awards) هي مجموعة من الجوائز تقدمها سنويا الأكاديمية الدولية للفيلم الهندي للعاملين المُتميّزين تِقنياً وفنّياً في بوليوود.
 ينظم عادة حفل توزيع جوائز الأكاديمية الدولية للفيلم الهندي في دُوَلٍ مُختلفةٍ من حول العالم كل سنةٍ. دارَت أحداث أول نُسخة من الحفل في لندن سنة 2000. وأقيم آخِرَ مرّة في ملعب ريموند جيمس بِمحافظة خليج تامبا، فلوريدا, الولايات المتحدة الأمريكية.

## وصلات خارجية
- الموقع الرسمي لجوائز الأكاديمية الدولية للفيلم الهندي